# فیوریت
فیوریت (انگلیسی: Fiorite) سنگ سیلیکای هیدراته و نوعی از کانی اوپال است که در حفره‌های توف‌های آتشفشانی یافت می‌شود. نام این سنگ از سانتا فیورا در ایتالیا گرفته شده و به عنوان یک سنگ قیمتی مورد استفاده قرار می‌گرفت.